# Lepidiota lineata
Lepidiota lineata är en skalbaggsart som beskrevs av Moser 1913. Lepidiota lineata ingår i släktet Lepidiota och familjen Melolonthidae. Inga underarter finns listade i Catalogue of Life.